# Art fantastique
 (septembre 2016).
Améliorez-le ou discutez des points à vérifier. 
 (juillet 2009).
- Si vous ne connaissez pas le sujet, laissez ce bandeau (vous pouvez alors contacter les auteurs).
- Si vous supprimez le contenu mis en cause (vous pouvez préalablement contacter les auteurs),

argumentez précisément cette suppression dans la page de discussion
(un manque de référence n'est pas un argument ; une recherche réelle de référence doit avoir été effectuée, être formellement documentée).
L'Art fantastique est un thème artistique qui s'inspire de sujets oniriques, ou fantasmagoriques (imaginaire), aussi bien en peinture, gravure ou sculpture.

## Les différents thèmes
L'architecture : architectures fantastiques, fantaisies géométriques et apesanteur, villes baroques, statues et personnages tourmentés ou d'un calme étrange, ou trompe-l'œil, participent d'une composition de l'espace, du mouvement, de la perception. D'Antoine Caron, Monsù Desiderio jusqu'à Paul Klee, Max Ernst, Edvard Munch, André Delvaux.
Sortilèges et démons : les représentations démoniaques sont inspirées par le christianisme, dans les tableaux de Jérôme Bosch, John Martin, Goya, Félicien Rops, Salvador Dalí.
Le gigantisme : qui fait référence aux proportions exagérées. Exemple: un géant, comme Francisco Goya l'a mis en scène dans son tableau Saturne dévorant ses enfants.

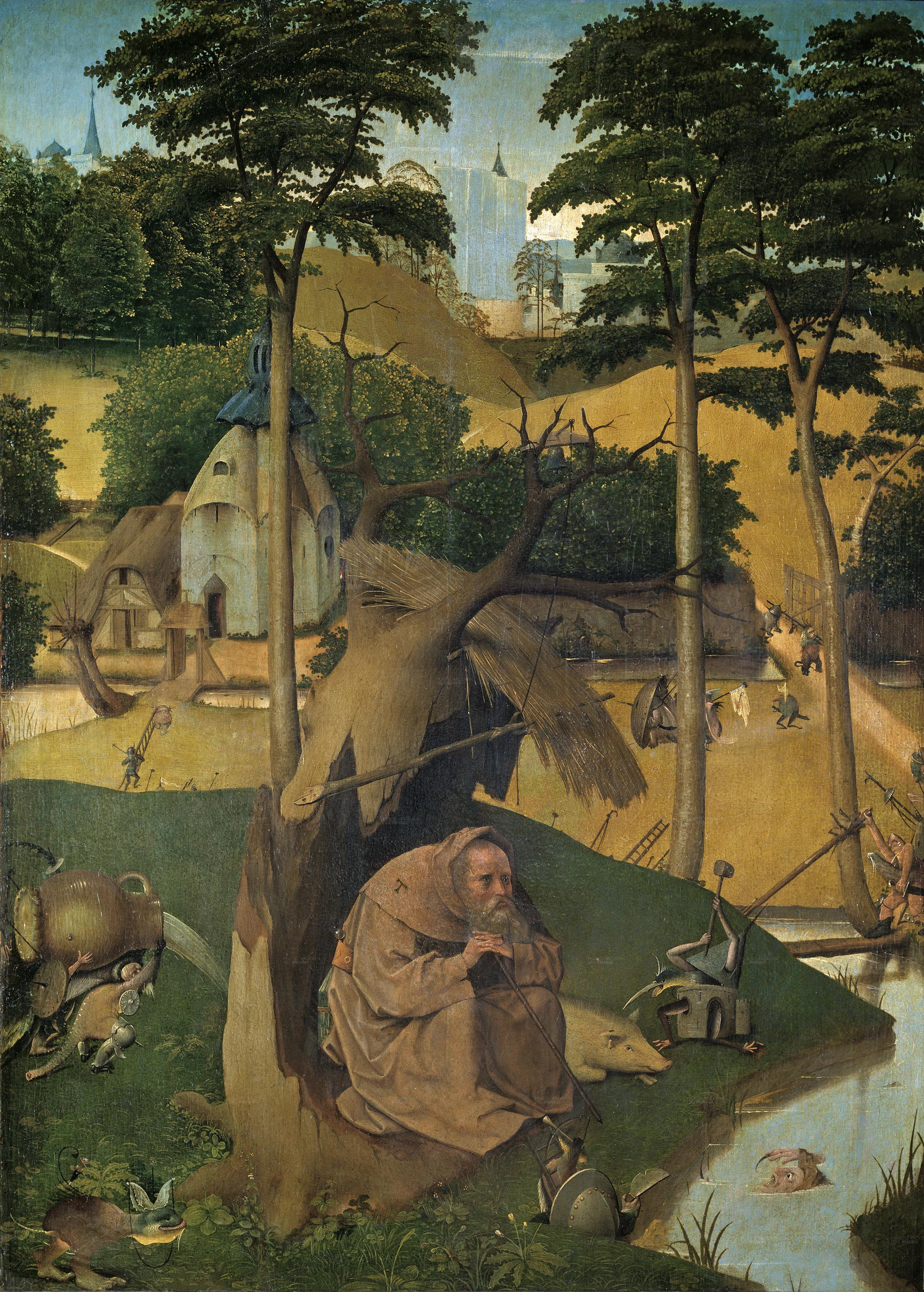
Jérôme Bosch, La Tentation de saint Antoine, après 1490
Pieter Brueghel l'Ancien, La Chute des anges rebelles, 1562
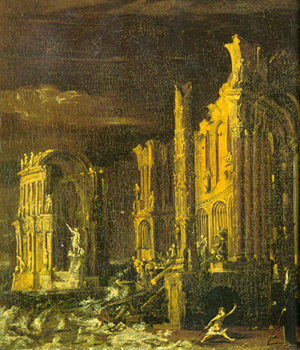
Monsù Desiderio, Atlantis.
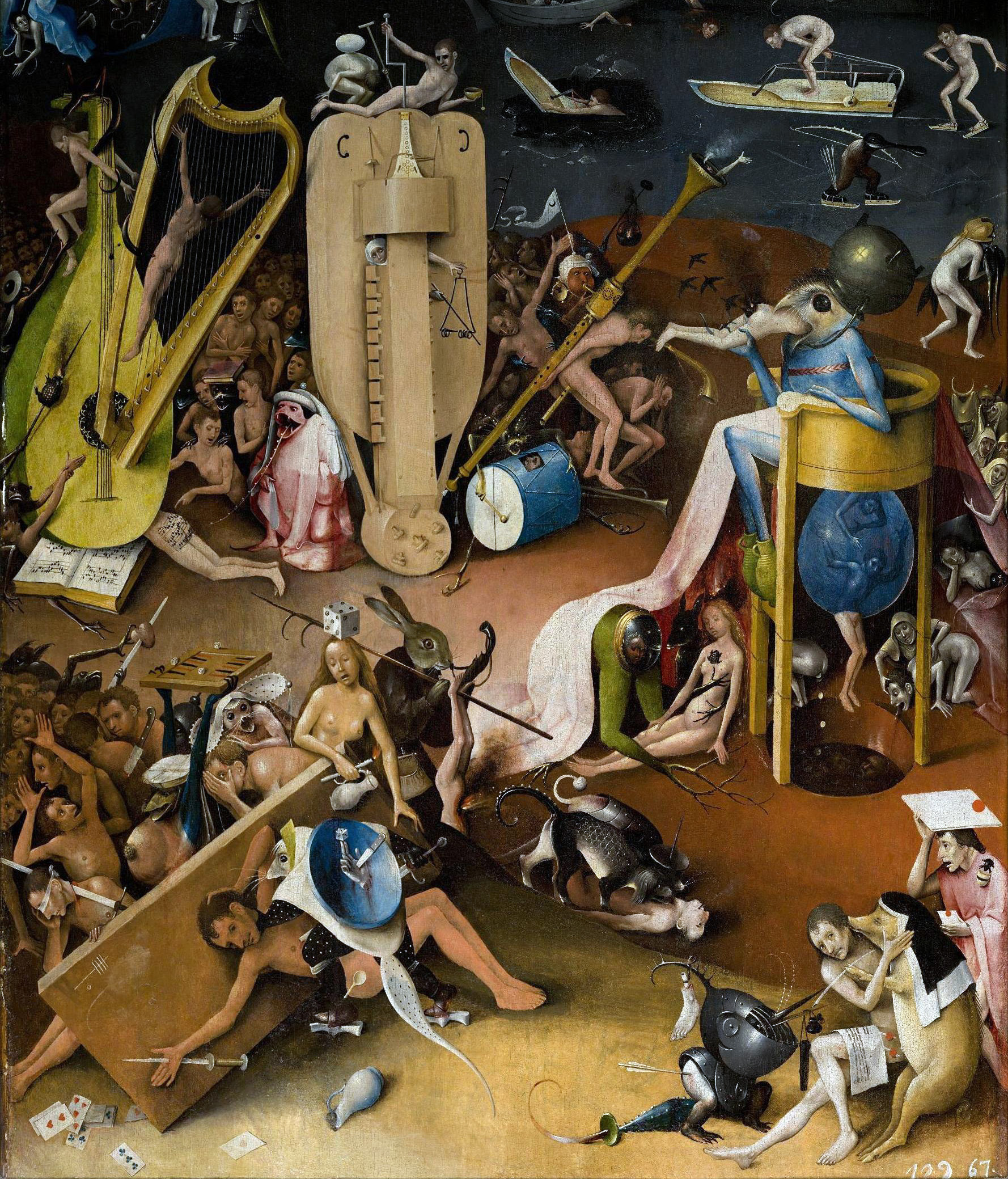
Jérôme Bosch, Le Jardin des Délices, 1503-1504
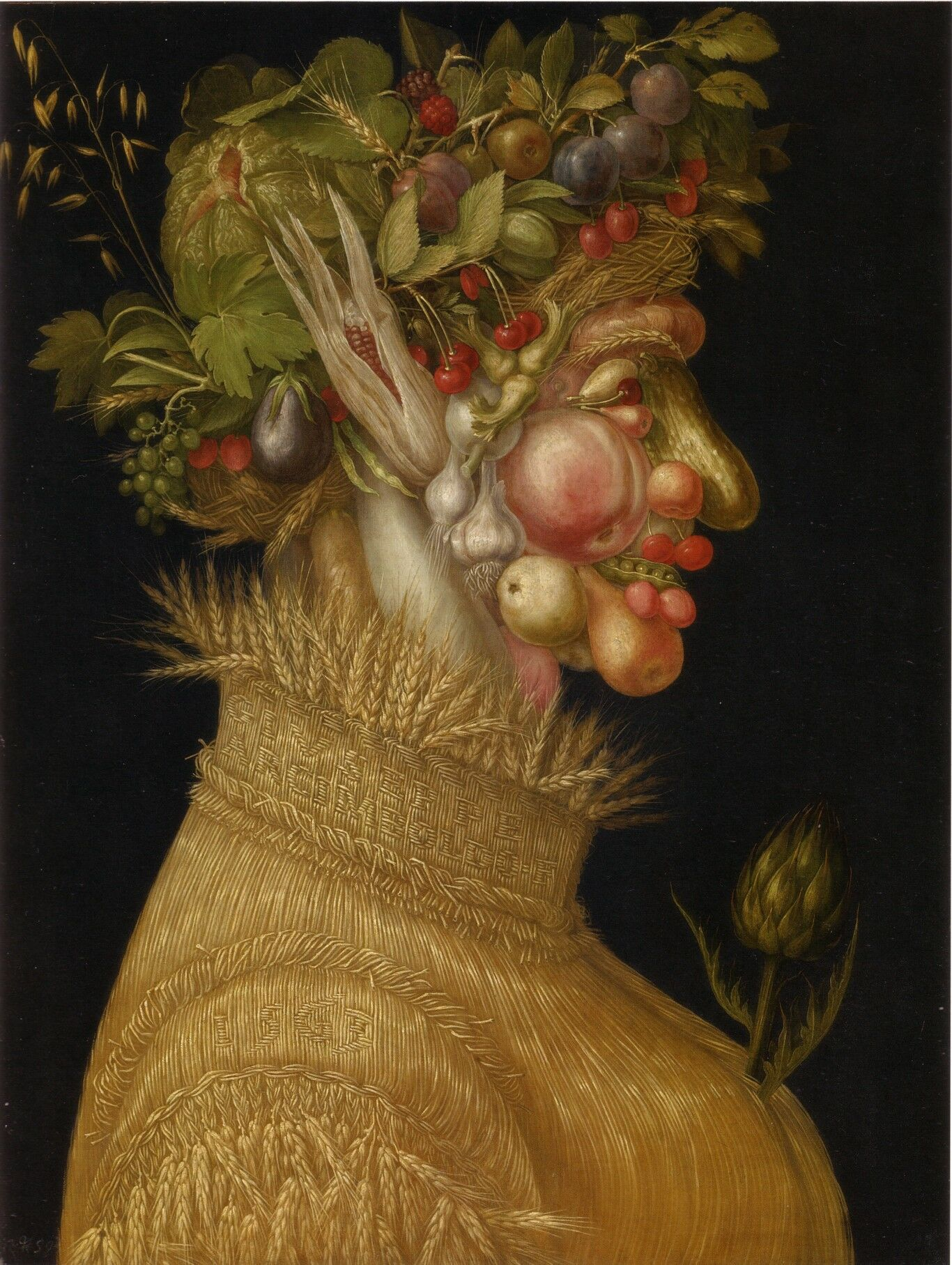
Arcimboldo, L'Été, 1563
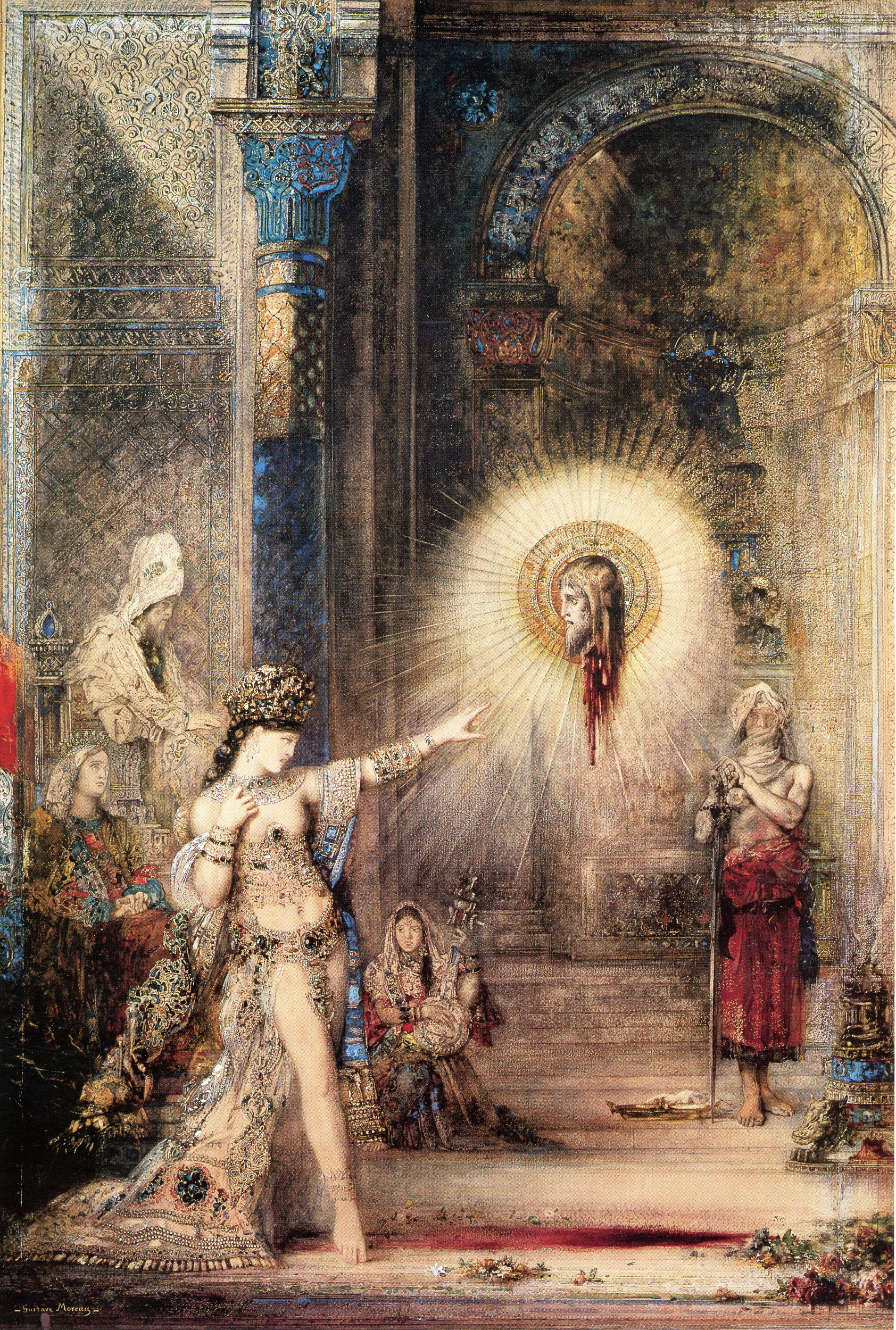
Gustave Moreau, L'Apparition, aquarelle
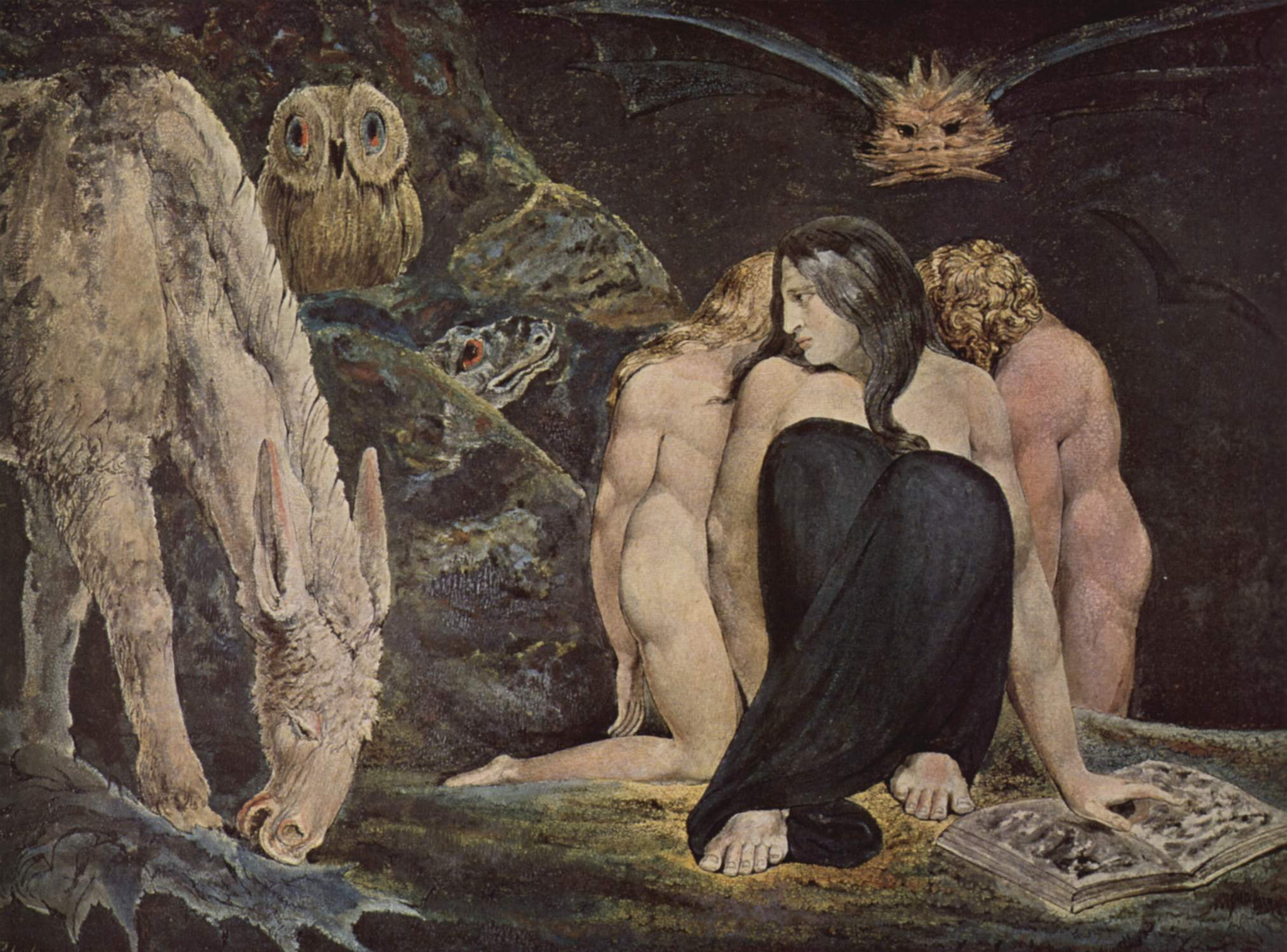
William Blake, Hécate, aquarelle

### Technique
L'art fantastique reste fidèle à la réalité de formes. On retrouve ces traits chez Bosch, Bruegel, et jusqu'à Dali en remontant le temps.

## Quelques noms anciens
- Giuseppe Arcimboldo
- Arnold Böcklin
- William Blake
- Hieronymus Bosch
- Pieter Brueghel l'Ancien
- Hans Baldung Grien
- Monsù Desiderio
- Marc Chagall
- Richard Dadd
- Salvador Dalí
- Paul Delvaux
- Gustave Doré
- Max Ernst
- Caspar David Friedrich
- Henry Fuseli
- Francisco de Goya
- Matthias Grünewald
- Thomas Häfner (en) (1928-1985)
- Max Klinger
- Gustave Moreau
- Giovanni Battista Piranesi
- Odilon Redon
- Nicholas Roerich
- Henri Rousseau
- Clovis Trouille

## Quelques noms actuels
- Arik Brauer
- Zdzisław Beksiński
- Carlo Bocchio
- Gerald Brom
- Jeremy Caniglia
- Thomas Canty
- Gin Coste-Crasnier
- Roger Dean
- Bob Eggleton
- Larry Elmore
- Victoria Francés
- Frank Frazetta
- Brian Froud
- Wendy Froud
- Ernst Fuchs
- Donato Giancola
- H.R. Giger
- Peter Gric
- George Grie
- Rudolf Hausner
- John Howe
- Judson Huss
- Johfra
- Oleg A. Korolev
- Mati Klarwein
- Rodney Matthews
- Odd Nerdrum
- Dagoberto Nolasco
- Max Magnus Norman
- John Jude Palencar
- Keith Parkinson
- Donald Pass
- Antonio Roybal
- Luis Royo
- Mark Ryden
- De Es Schwertberger
- Anne Stokes
- Anne Sudworth
- Bridget Bate Tichenor
- Boris Vallejo
- Robert Venosa
- Michael Whelan
- Bernie Wrightson
- Jacek Yerka
- Jurgen Ziewe
- Rebecca Guay
- Terese Nielsen